# Serafino Gentili
Serafino Gentili (Venècia, 1775 - Milà, 13 de maig de 1835) fou un cantant d'òpera italià particularment conegut per les seves interpretacions en papers de tenore di grazia. Va cantar en els teatres d'òpera de tot Itàlia, així com a París i Dresden. Durant el curs de la seva carrera, va crear el paper de Lindoro a L'italiana in Algeri de Rossini, així com papers principals en diverses altres òperes de compositors menys coneguts. En els seus últims anys, va ser conegut pel cognom Gentili-Donati per distingir-se del tenor Pietro Gentili.